# 藤堂高稠
藤堂 高稠（とうどう たかしげ）は、伊勢国津藩藤堂采女家第3代。伊賀国上野城代。2代藩主藤堂高次の外孫。

## 家系
藤堂采女家は、藤堂高虎に仕え藤堂姓を与えられた藤堂元則に始まり、代々の当主が「采女」の通称を名乗る。本姓保田氏。家紋は追洲流、三文字。初代元則以降伊賀上野城代を世襲した。

## 略歴
寛文4年（1664年）藤堂家家臣藤堂元光の四男として伊勢津に生まれる。幼名は「熊鶴」。母の於梅は2代藩主高次の庶子で、於梅の生母は3代藩主高久の生母於振（多羅尾氏）の妹於多阿。
貞享4年（1687年）に祖父元住が死去し、家督を相続して上野城代に就任した。享保16年（1731年）隠居して家督を嫡男の元社に譲るも、元社への上野城代職の世襲は許されず藤堂玄蕃良成が就任した。
享保20年（1735年）8月12日、死去。享年72。

## 人物
山本退庵（生没年不詳。藤村庸軒門下の茶人で、米川流香道にも通じていた）の茶道の弟子。

## 関連作品

### ドラマ
- 『ドラマスペシャル　不熟につき…　藤堂家城代家老日誌より』（1990年、演：中村梅之助）